# Bundesstraße 63
De Bundesstraße 63 (ook wel B63) is een bundesstraße in de Duitse deelstaat Noordrijn-Westfalen.
De B63 begint bij Drensteinfurt en loopt langs de steden Hamm en Werl naar Wickede. De B63 is ongeveer 41 km lang.